# Le Saut De L'Ange (album)
Le Saut De L'Ange è il primo album in studio della cantante  pop rock francese Emma Daumas, pubblicato il 2 dicembre 2003 in Francia  dall'etichetta discografica Polydor.

## Tracce
1. Tu seras
2. Si Tu Savais
3. Vivre
4. Figurine Humaine
5. Mourir Pour Toi
6. Dans Le Collimateur
7. La Racaille
8. Reste
9. Solo De Nuit
10. Le Saut De L'Ange
11. Au jour le jour
12. J'Attends/Mes Idées Noires